# Twickenham Stoop

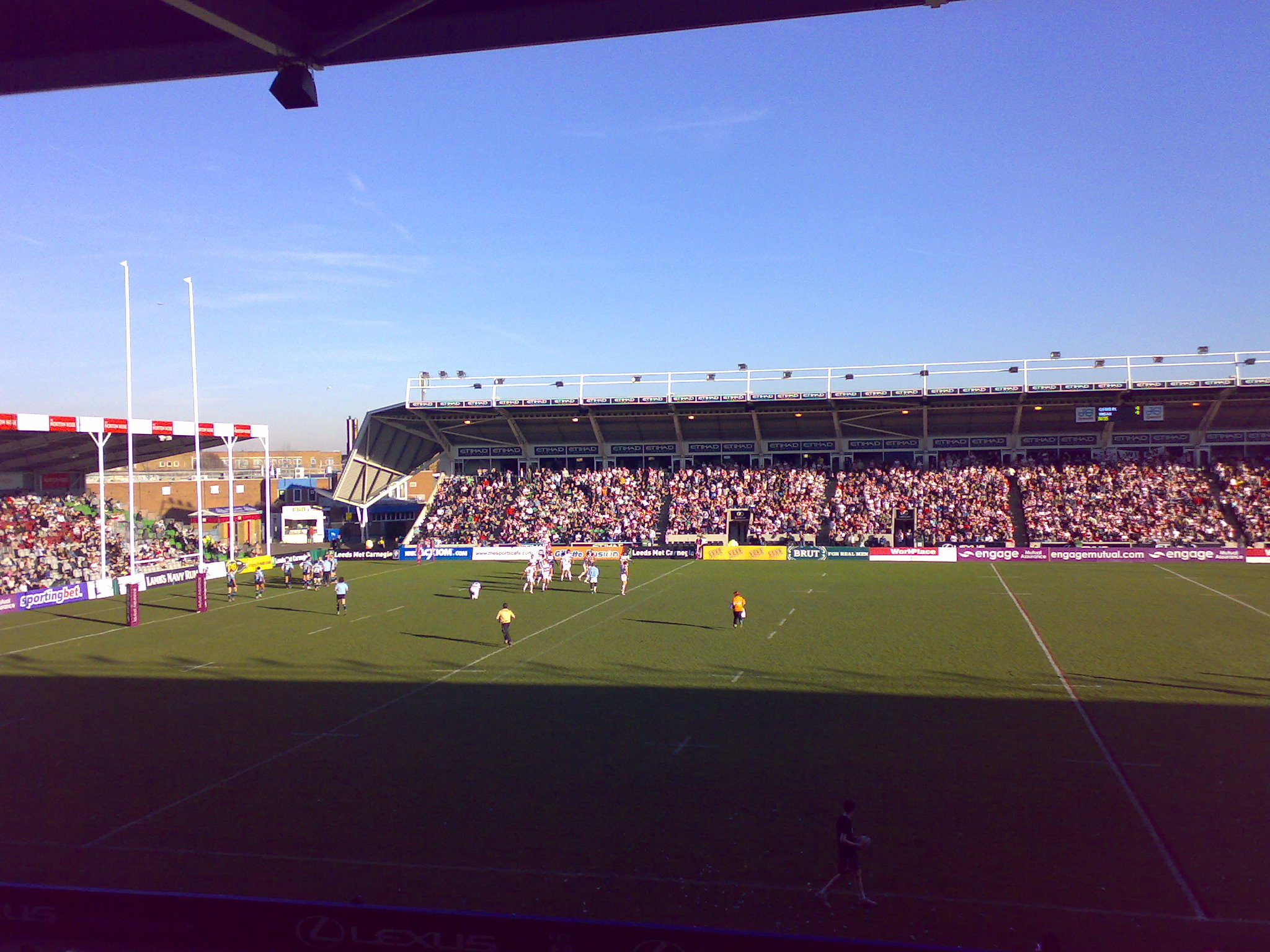
El Stoop

El Twickenham Stoop és un estadi de rugbi anglès de 12.700 places. És l'estadi oficial de l'equip de rugbi a 13 dels Harlequins. Aquest club està evolucionant en la Superlliga europea de rugbi a 13.
L'estadi es troba a la ciutat de Londres a Anglaterra.